# Держфільмофонд СРСР
Держфільмофонд СРСР — державний фонд (архів) кінофільмів СРСР. Створений відповідно до Постанови Ради народних комісарів СРСР від 2 лютого 1937 року та Протоколу засідання Політбюро ЦК ВКП(б) від 17 лютого 1937 року № 45 «Про державне фільмосховище». Сховище розташовувалось в селищі Білі Стовпи (зараз — мікрорайон міста Домодєдово) Московської області. Першими надбаннями сховища стали кіноматеріали різного ступеня збереження, зібрані у власників невеликих фільмотек СРСР.
З 1941 по 1944 рік, під час Радянсько-німецької війни, фільмосховище перебувало в евакуації в Поволжі та за Уралом.
4 квітня 1948 Постановою Ради Міністрів СРСР № 3698-1510 перетворений Всесоюзний державний фонд кінофільмів СРСР — Держфільмофонд СРСР.
У 1992 році Держфільмофонд СРСР був перейменований в Державний фонд кінофільмів Російської Федерації.
Зберігає одну з найбільших у світі колекцій художніх, науково-популярних фільмів та архівних кіноматеріалів.